# Ermanno Picchi
Ermanno Picchi   (Impruneta, 7 de juny de 1811 - Florència, 18 d'abril de 1856) fou un compositor italià del Romanticisme.
La seva família l'havia destinat a la carrera d'advocat, que cursà en la Universitat de Pisa, però l'única afició del jove Picchi era la música; estudià, doncs, contrapunt amb el florentí Ignazio Colson i llavors deixà la jurisprudència per a dedicar-se per sencer al seu art favorit i singularment a la composició. El 1850 fou nomenat secretari de la classe musical de l'Acadèmia de Belles Arts de Florència i el 1852 succeí a Pacini en la direcció de les escoles de música annexes a aquella Acadèmia. Com a compositor no volà a gran altura, ja que tot i tenir molta facilitat en la concepció, preferí, no obstant, compondre molt a compondre poc i bé.
Entre les seves obres hi figuren les òperes:
- Marco Visconti, Don Crescendo, òpera bufa composició en la qual també hi va intervenir Fiori, i que tingué molt èxit a Florència i altres ciutats d'Itàlia;
- Il domino bianco,
- l'oratori Ezzechia;
- diverses fantasies per a piano sobre motius d'òpera, etc.

Fundà la Gazzetta Musicale di Firenze i L'Armonia, continuació d'aquella, i publicà notables articles de crítica musical. Traduí a l'italià L'étoile du nord de Meyerbeer el qual l'elogià per aquesta feina.